# Кондуфор, Юрий Юрьевич
Юри́й Ю́рьевич Кондуфо́р (укр. Юрій Юрійович Кондуфор; 30 января 1922, село Зубани, Полтавская губерния — 10 января 1997, Киев) — советский и украинский историк, доктор исторических наук, академик АН УССР, главный редактор «Украинского исторического журнала».

## Биография
Родился в семье учителей. В городе Александрия (сейчас в Кировоградской области) в 1929 году поступил в школу, но десятилетку закончил в 1939 году уже в Попасной (ныне в Луганской области). В этом же году он поступил на исторический факультет Харьковского государственного университета и проучился там почти полтора года. Во время второго курса в 1940 году был призван в Красную армию. Во время Великой Отечественной войны воевал на Забайкальском фронте против Японии. В 1942 году стал членом ВКП(б). После демобилизации из армии в 1946 году Юрий Кондуфор возобновляет своё обучение в университете, которое завершает через три года. В течение 1949—1952 годов обучался в аспирантуре. В последний год аспирантуры защитил кандидатскую диссертацию под названием «Борьба рабочего класса и бедного крестьянства Украины за хлеб в период иностранной военной интервенции и гражданской войны. 1919 год». После этого работал доцентом в Харьковском университете. В 1958—1968 годах был заведующим отдела науки и культуры ЦК КП Украины. В 1965 году в Академии общественных наук при ЦК КПСС в Москве защитил докторскую диссертацию под названием «Союз рабочего класса и крестьянства в период гражданской войны».
В 1968 году Юрий Кондуфор становится сотрудником Киевского государственного университета, тогда же ему присваивается звание профессора. Потом становится заведующим кафедры истории советского общества в этом же университете. В 1973 году его избирают деканом исторического факультета Киевского университета. В 1978—1993 годах возглавлял Институт истории АН УССР. В 1979 году учёный стал членом-корреспондентом Академии наук УССР, а в 1985 году его избрали академиком.
Жил в Киеве в доме по улице Владимирской, 19, квартира 27.
Умер в Киеве 10 января 1997 года. Похоронен на Байковом кладбище.

## Редакторская работа
На протяжении 1979—1988 годов был главным редактором «Украинского исторического журнала». Был главным редактором киевских многотомных изданий — «История Украинской ССР» (на украинском языке в 8 тт. и 10 кн. в 1977—1979 годах, на русском языке в 10 тт. в 1981—1985 годах), «История Киева» (на украинском языке в 3 тт. и 4 кн. в 1986—1987 годах), «История рабочих Донбасса» (на русском языке в 2 тт. в 1981 году) и других изданий. Находился в составе редакций изданий «Энциклопедия Украинской ССР», «История городов и сёл УССР», «Реабилитированы историей», «История гражданской войны на Украине» и много других (на украинском языке).

## Семья
- Отец: Юрий Филиппович Кондуфор (ум. 1977) — учитель, происходил из греков села Сухорабовка (Полтавская область), в 1950-е годы был директором одной из школ города Попасная[1].
- Мать: Александра Ивановна (ум. 1969) — учительница, родилась в городе Астрахань, в 1950-е годы была директором одной из школ города Попасная[1].
- Жена: Нина (Радонина) Семёновна Рогова, от неё дочь Татьяна[7].

## Награды и звания
- орден Октябрьской Революции (29.01.1982)
- орден Отечественной войны II степени (11.03.1985)
- 2 ордена Трудового Красного Знамени (в т.ч. 24.11.1960)
- орден «Знак Почёта»
- медаль «За отвагу» (20.09.1945)
- другие медали
- Государственная премия Украинской ССР в области науки и техники (1980)
- Заслуженный деятель науки и техники Украины (1992)

## Основные работы

### Книги
- Астахов В., Кондуфор Ю. Пролетариат Харькова в борьбе за победу Октября. — Харьков: Харьковское областное издательство, 1957. — 181 с.
- Астахов В., Кондуфор Ю. Революционные события 1905—1907 гг. в Харькове и губернии. — Харьков: Харьковское областное издательство, 1955. — 120 с.
- Кондуфор Ю. Ю. Бойовий загін КПРС: (До 60-річчя І з’їзду Компартії України). — К.: Знання, 1978. — 48 с.
- Кондуфор Ю. Ю. Великий Октябрь на Украине. — К.: Радянська школа, 1986. — 185 с.
- Кондуфор Ю. Ю. Ленинская теория социалистической революции и современность: К 70-летию Великой Октябрьской социалистической революции. — К.: Знание, 1987. — 48 с.
- Кондуфор Ю. Ю. Робітничі продовольчі загони на Україні в 1919 році. — Харків: Харківський державний університет, 1953. — 101 с.
- Кондуфор Ю. Ю. Укрепление союза рабочего класса и крестьянства на Украине в период гражданской войны (в ходе проведения продовольственной политики 1918—1920 гг.). — К.: Наукова думка, 1964. — 260 с.
- Кондуфор Ю. Ю. Харьковская большевистская группа «Вперёд». — Харьков: Харківський державний університет, 1954. — 51 с.
- Котов В. Н., Кондуфор Ю. Ю. История СССР. Поступающим в вузы. Пособие. — К.: Вища школа, 1977. — 359 с. (2-изд., испр. — К.: Вища школа, 1980. — 358 с.; 3-е изд., испр. — К.: Вища школа, 1983. — 335 с.; 4-е изд., испр. — К.: Вища школа, 1987. — 342 с.; 5-е изд. — К.: Вища школа, 1988. — 343 с.)

### Статьи
- Кондуфор Ю. Ю. Великий Жовтень і доля інтелігенції (1917—1920 рр.) // Український історичний журнал. — 1989. — № 12. — С. 3—18.
- Кондуфор Ю. Ю. Виховувати свідомих і активних будівників комунізму // Комуніст України. — 1963. — № 7. — С. 28—36.
- Кондуфор Ю. Ю. Всемирно-историческое значение победы советского народа в Великой Отечественной войне // Український історичний журнал. — 1980. — № 7. — С. 24—29.
- Кондуфор Ю. Ю. Завдання дальшого розвитку історичних досліджень в Українській РСР у світлі рішень XXVII з’їзду КПРС // Український історичний журнал. — 1988. — № 4. — С. 5—20.
- Кондуфор Ю. Ю. Історична закономірність возз’єднання західноукраїнських земель в єдиній Українській Радянській державі // Український історичний журнал. — 1979. — № 12. — С. 12—16.
- Кондуфор Ю. Ю. Киеву 1500 лет // Военно-исторический журнал. — 1982. — № 4. — С. 39—47.
- Кондуфор Ю. Ю. Моральний потенціал більшовизму // Комуніст України. — 1989. — №. 1. — С. 66—73.
- Кондуфор Ю. Ю. Революційні події 1917 р. на Україні: пошук альтернативи // Український історичний журнал. — 1990. — №. 11. — С. 9—18.
- Кондуфор Ю., Клоков В. Деякі питання методології і завдання досліджування періоду Великої Вітчизняної війни // Вісник АН УРСР. — 1985. — № 5. — С. 14—19.